# 30278 Gazeas
30278 Gazeas è un asteroide della fascia principale esterna. Scoperto nel 2001, presenta un'orbita caratterizzata da un semiasse maggiore pari a 2,902882 UA e da un'eccentricità di 0,064558, inclinata di 3,316471° rispetto all'eclittica. Ha un diametro di 5,661 km e un'albedo di 0,241.
Fa parte della famiglia di asteroidi Coronide.
È dedicato a Kosmas Gazeas, astrofisico greco presso la Università Nazionale Capodistriana di Atene.